# 太子町 (瀬戸市)
太子町（たいしちょう）は愛知県瀬戸市東名連区の町名。丁番を持たない単独町名である。

## 地理
- 瀬戸市の南東部に位置する[8]。西を川合町、北を東町・西拝戸町・新明町、東を鐘場町、南を塩草町と隣接している[8]。
- 北の新明町にまたがり窯業原料の採土場がある[8]。陶芸家陶房・タイル工場もある住宅地[8]。
- 今坂から洞（東町）へ抜ける旧道が通り、自然石に刻んだ馬頭観音碑がたつほか、津島社・秋葉下見屋常夜灯がある[8]。

### 学区
市立小・中学校に通う場合、学区は以下の通りとなる。また、公立高等学校普通科に通う場合の学区は以下の通りとなる。
| 番・番地等 | 小学校                 | 中学校                 | 高等学校 |
| ---------- | ---------------------- | ---------------------- | -------- |
| 全域       | 瀬戸市立にじの丘小学校 | 瀬戸市立にじの丘中学校 | 尾張学区 |

## 歴史

### 町名の由来
この地にある万徳寺の「太子堂」が地元民から親しまれてきたところから、あるいは太子山万徳寺の北の門前にあたることから名付けられたとされる。

### 沿革
- 1943年（昭和18年）8月9日 - 瀬戸市大字赤津字塩ノ草・大鹿口・今坂・川原田の各一部により、同市太子町として成立[2]。

## 世帯数と人口
2025年（令和7年）2月1日現在の世帯数と人口は以下の通りである。
| 町丁   | 世帯数 | 人口  |
| ------ | ------ | ----- |
| 太子町 | 64世帯 | 153人 |

### 人口の変遷
国勢調査による人口の推移
| 1995年（平成7年）  | 263人 | [ 12 ] |  |
| 2000年（平成12年） | 198人 | [ 13 ] |  |
| 2005年（平成17年） | 184人 | [ 14 ] |  |
| 2010年（平成22年） | 187人 | [ 15 ] |  |
| 2015年（平成27年） | 172人 | [ 16 ] |  |
| 2020年（令和2年）  | 154人 | [ 17 ] |  |

### 世帯数の変遷
国勢調査による世帯数の推移。
| 1995年（平成7年）  | 83世帯 | [ 12 ] |  |
| 2000年（平成12年） | 59世帯 | [ 13 ] |  |
| 2005年（平成17年） | 56世帯 | [ 14 ] |  |
| 2010年（平成22年） | 59世帯 | [ 15 ] |  |
| 2015年（平成27年） | 58世帯 | [ 16 ] |  |
| 2020年（令和2年）  | 58世帯 | [ 17 ] |  |

## 交通

### 鉄道
町内に鉄道は走っていない。最寄り駅は名鉄瀬戸線尾張瀬戸駅になる。

### バス
名鉄バス「東山線」
- 【11】【12】瀬戸駅前 - 一里塚 - 赤津 系統が走っているが、町内にバス停はない。最寄りのバス停は、万徳寺前バス停・太子町バス停[注釈 1]・新明町バス停になる。

※2021年3月31日までは、町内に万徳寺前バス停があったが、経路変更により同バス停は塩草町内に移動された。
- かつて太子町にあった万徳寺前バス停

### 道路
愛知県道33号瀬戸設楽線 ： 旧道は町の中央部を、新道は町の南部をそれぞれ東西に通っている。
- 愛知県道33号標識（太子町・新道）

## 施設
- 株式会社レント名古屋管理センター ： レンタル事業だけでなく、バッテリー再生や教習事業も手掛ける総合サービス企業[18][19]。

- 株式会社レント名古屋管理センター

## その他

### 日本郵便
- 郵便番号 : 489-0846[6]（集配局：瀬戸郵便局[20]）。